# El Descamisado (periódico anarquista)
El Descamisado fue el primer periódico anarquista de la Argentina, fundado en 1879 y clausurado en 1887, en Buenos Aires, y tuvo un rol preponderante en la escena anarquistas de la época.

## Historia
Su director era Pedro Sanarau. El primer número salió el 6 de enero de 1879 con el subtítulo "Periódico rojo". Utilizaba tinta roja en sus tipos, y en el número 2, del 13 de enero, explicaron la razón: "tinta color sangre, con lo que quisimos significar que el pueblo ha conquistado con la suya el derecho a la igualdad que se le niega". Según el historiador Max Nettlau era de una ideología simple y elemental. En el periódico se declaraba:

Cuando el pueblo, agotados los medios pacíficos de defensa, ha recurrido a la lucha armada, ha conquistado la victoria y ha demostrado a sus opresores que es imposible contenerle y dominarle (...) ¡Atrás lo eternos enemigos de la luz! ¡Rómpanse las tinieblas de la ignorancia y con plena conciencia del derecho conquistaremos el uso de todo lo que la naturaleza nos concede y de lo cual la sociedad no puede privarnos!

Este periódico fue editado inicialmente por el Grupo “Los Desheredados” y posteriormente por el grupo denominado “La Expropiación”. Este periódico fue fundamental para generar vínculos y discusiones iniciáticas dentro del anarquismo argentino. En el mismo participaron diversos autores y militantes libertarios que pasaron por Buenos Aires durante aquellos años, como Rafael Roca, Baldomero Salbans, Manuel y José Reguera, Pierre Quiroule, Jean Raoux, Francisco Denambride, Santiago Locascio y Orsini Menoti Bertani.